# جمال صفوی
جمال صفوی (زادهٔ ۱۲۸۷ در اصفهان – درگذشتهٔ ۱۳۸۴ در اصفهان) خوانندهٔ موسیقی ایرانی در اوایل دوران پهلوی، اهل ایران بود.

## زندگی هنری
جمال صفوی خواننده‌ای اهل اصفهان بود. او صدایی «زیر» داشت که گاهی با صدای خوانندگان زن اشتباه گرفته می‌شد. در سال ۱۳۰۷ «ملک‌الشعرای بهار»، برای خوانندگی و ضبط آثاری از «درویش‌خان» و «مرتضی نی‌داوود» همراه با اشعار خودش، جمال صفوی را که در آن زمان ۲۰ سال داشت، برگزید. صدای او در پاییز سال ۱۳۰۷ در تهران، با صدابرداری «فرانک آرتور فلوید» برای کمپانی کلمبیا به مدیریت برادران «ارسطوزاده» به ضبط رسید. وی نخستین خواننده‌ای بود که آثارش در اولین سِری ضبط صفحات کمپانی کلمبیا، ضبط شد. او هم‌چنین از جوان‌ترین خوانندگانی بود که صدایش در صفحات موسیقیِ آن‌زمان، به ثبت رسیده‌است. گروه ۴ نفرهٔ «حسین استوار» (پیانو)، «سالاری» (تار)، «ابراهیم منصوری» (ویلن) و «مهدی غیاثی» (تمبک) در تمامی آثار جمال صفوی او را همراهی کرده‌اند.
نخستین اثر ضبط شده از جمال صفوی، «سرود ملی» در دستگاه ماهور، با شعر ملک‌الشعرای بهار، همراه با تار «یحیی زرپنجه» (به شمارهٔ کاتالوگ: M - 40216) بوده‌است. این اثر، تنها قطعهٔ ضبط شده از تار یحیی زرین‌پنجه با صدای جمال صفوی است.

### نظام‌نامهٔ ضبط صوت
در سال ۱۳۰۶ ضبط آثاری مانند «مرغ سحر» (با خوانندگی ملوک ضرابی و نوازندگی تار مرتضی نی‌داوود) و «دست حق» (با صدای قمرالملوک وزیری و تار مرتضی نی‌داوود)، بازتاب گسترده‌ای در جامعه داشت و احساس خطر حکومت را برانگیخت. به همین دلیل در سال ۱۳۰۷ «نظام‌نامهٔ مقررات ضبط صوت در صفحات گرامافون» به پیشنهاد «محمد درگاهی» تنظیم شد و در ۱۶ اردیبهشت ۱۳۰۷ به تصویب هیئت وزرا رسید. این مقررات در ۲۴ اردیبهشت ۱۳۰۷ به کلیهٔ نمایندگی‌های تولید صفحه در ایران ابلاغ شد. این نظام‌نامه در ۵ ماده تنظیم و با مهر و امضای «مهدی‌قلی هدایت» (ریاست وزرا) به شرح زیر ابلاغ شده بود:
ماده ۱. کلیهٔ نمایندگان کمپانی‌ها قبل از هر اقدام، جهت تحصیل اجازهٔ مخصوص برای اسناد و آرتیست‌های خود به اداره نظمیهٔ محل مراجعه و کتباً متعهد بشوند که صفحات را بر طبق این شرایط پر نمایند.
ماده ۲. در هیچ موقع صفحاتی بدون اطلاع و حضور نمایندهٔ نظمیه پر نکرده و با آرتیست‌های غیرمجاز کنترات منعقد ننمایند.
ماده ۳. در کنتراتی بین نمایندگان کمپانی‌ها و آرتیست‌ها منعقد و به ادارهٔ نظمیه ارایه می‌شود نام دستگاه و اشعار و آواز و تصنیف و هویت اشخاص که صفحه را پر می‌کنند با ذکر اسم – خانواده – شغل قید گردد.
ماده ۴. پس از انعقاد کنترات نظمیه را در پروگرام ایامی که صفحه پر می‌شود با ذکر ساعت و محل مشروحاً مستحضر نمایند.
ماده ۵. در صورت تخلف از مقررات صفحاتی که بدون اجازه پر شده متخلفین برای مجازات به محکمه صلحیه تسلیم خواهند شد.
ملک‌الشعرای بهار و جمال صفوی بدون توجه به نظام‌نامه، در پاییز ۱۳۰۷ به ضبط آثارشان ادامه دادند. به همین سبب در ضبط‌های بعدی و در کمپانی‌های مختلف، دیگر اثری از جمال صفوی و ملک‌الشعرای بهار به ضبط نرسید و نام آنان برای همیشه از ضبط صفحات موسیقی خارج شد.

### ج ـ ص
«ج ـ ص» نام مستعار جمال صفوی بود که بر روی صفحات تولید شدهٔ کمپانی کلمبیا در تهران که برای تکثیر به انگلستان ارسال شده بود، درج شده‌است. این صفحات به دلیل استقبال مردم، مجدداً در آمریکا بازتولید شد. در بازتولید، نام کامل «جمال صفوی» به فارسی و انگلیسی بر روی صفحات نوشته شده‌است.

### کناره‌گیری از آواز
جمال صفوی پس از اجرا و ضبط صفحات از تهران به اصفهان بازگشت و سکوت پیشه نمود. دلیل این سکوت اجباری به درستی مشخص نیست اما نقلی از جلال‌الدین تاج اصفهانی که با او آشنایی داشته وجود دارد که در مورد جمال صفوی گفته‌است: «صفوی در ۲۲ سالگی مشکل حنجره و تارهای صوتی پیدا کرد و دیگر نتوانست بخواند».

## درگذشت
جمال صفوی در سال ۱۳۸۴ در سن ۹۷ سالگی در اصفهان درگذشت. از او ۲ فرزند دختر و ۲ فرزند پسر به یادگار مانده‌است.

## آثار هنری
از جمال صفوی مجموعاً ۳۸ روی صفحه (۱۹ عدد صفحه) گرامافون ضبط شده و برجای مانده‌است.
- «سرود ملی» در دستگاه ماهور، ساختهٔ ملک‌الشعرای بهار، همراه با تار یحیی زرین‌پنجه و ویلن «نوزاد»
- تصنیف «مرغ سحر» در دستگاه ماهور، ساختهٔ مرتضی نی‌داوود با شعر ملک‌الشعرای بهار
- تصنیف «نسیم سحر» در آواز ابوعطا، با شعر ملک‌الشعرای بهار (با شماره کاتالوگ 1 M- ۴۰۲۴۰ و ۲) همراه با پیانو حسین استوار، تار سالاری، ویلن ابراهیم منصوری و تمبک مهدی غیاثی. این تصنیف در سال ۱۳۰۷ چندماه پس از ضبط با صدای جمال صفوی، توسط «اشرف‌السلطنه» بازخوانی شد. این قطعه هم‌چنین توسط «صدیق تعریف» نیز بازخوانی شده‌است.
- تصنیف «دلپسند و خوب» در دستگاه ماهور (به شماره کاتالوگ M – 40245) با شعر «وحید دستگردی»[۸] همراه با پیانو حسین استوار، تار سالاری، ویلن ابراهیم منصوری و تمبک مهدی غیاثی
- تصنیف «دوش دوش» در آواز افشاری ساختهٔ «علی‌اکبر شیدا» ، همراه با پیانو حسین استوار، تار سالاری و ویلن ابراهیم منصوری
- تصنیف «الا ساقیا» در دستگاه شور، آواز ابوعطا، ساختهٔ علی‌اکبر شیدا، همراه با پیانو حسین استوار، تار سالاری و ویلن ابراهیم منصوری
- تصنیف «باد صبا» در مایهٔ شوشتری، با شعر ملک‌الشعرای بهار، همراه با پیانو حسین استوار، تار سالاری، ویلن ابراهیم منصوری و تمبک مهدی غیاثی
- «ساقی‌نامه» همراه با پیانو حسین استوار، تار سالاری، ویلن ابراهیم منصوری و تمبک مهدی غیاثی
- تصنیف «باد خزان» در آواز افشاری، ساختهٔ درویش‌خان، با شعر ملک‌الشعرای بهار، همراه با پیانو حسین استوار، تار سالاری، ویلن ابراهیم منصوری و تمبک مهدی غیاثی
- تصنیف «قهر و آشتی» در دستگاه سه‌گاه ساختهٔ «همایون‌فر» ، همراه با پیانو حسین استوار و ویلن نوزاد
- تصنیف «ای کبوتر» در آواز ابوعطا، ساختهٔ «حسام‌السلطنه مراد» با شعر ملک‌الشعرای بهار، همراه با پیانو حسین استوار، تار سالاری، ویلن ابراهیم منصوری و تمبک مهدی غیاثی
- تصنیف «لاله سر زد» در دستگاه سه‌گاه، همراه با پیانو حسین استوار، تار سالاری، ویلن ابراهیم منصوری و تمبک مهدی غیاثی
- تصنیف «مرغ بی‌نوا» در آواز بیات ترک همراه با پیانو حسین استوار، تار سالاری، ویلن ابراهیم منصوری و تمبک مهدی غیاثی
- تصنیف «به چمن بلبل» در آواز ابوعطا، همراه با پیانو حسین استوار، تار سالاری، ویلن ابراهیم منصوری و تمبک مهدی غیاثی
- تصنیف «فتح خوزستان» در آواز بیات اصفهان، همراه با پیانو حسین استوار، تار سالاری، ویلن ابراهیم منصوری و تمبک مهدی غیاثی
- تصنیف «ز فروردین» در دستگاه ماهور، همراه با پیانو حسین استوار و ویلن نوزاد
- پیش‌درآمد و آواز ابوعطا، همراه با پیانو حسین استوار، تار سالاری، ویلن ابراهیم منصوری و تمبک مهدی غیاثی
- آواز «مخالف سه‌گاه» همراه با ویلن ابراهیم منصوری
- آواز «بیات اصفهان» همراه با پیانو حسین استوار
- آواز «افشاری» همراه با تار علی‌اکبر شهنازی[۹]